# Erwin Keller
Erwin Keller, född 8 april 1905 i Berlin, död 1971, var en tysk landhockeyspelare.
Keller blev olympisk silvermedaljör i landhockey vid sommarspelen 1936 i Berlin.